# Kopako Harria
Kopako Harria, Kopakarri o Risco de San Antón es una montaña situada en el macizo Peñas de Aya, en el término de Lesaka, Navarra. Su cumbre tiene una altitud de 596 m s. n. m..
Está formada por roca granítica.
|                                  |
| Kopako Harria visto desde Erlaiz |

|                              |
| Vista aérea de Kopako Harria |